# Как украсть небоскрёб
«Как украсть небоскрёб» (англ. Tower Heist — «Ограбление небоскрёба») — американская криминальная комедия 2011 года режиссёра Бретта Ратнера. В ролях — Бен Стиллер, Эдди Мёрфи, Мэттью Бродерик, Кейси Аффлек, Теа Леони, Габури Сидибе, Алан Алда и Майкл Пенья.

## Сюжет
У Джоша Ковакса, управляющего жилым комплексом «Башня», всё в небоскрёбе идёт хорошо. Он вполне успешен в своей работе до тех пор, пока владелец здания миллионер Артур Шоу не крадёт все 
пенсионные накопления сотрудников комплекса. Сначала Джош уверен в непричастности Шоу, но когда его друг Лестер, швейцар «Башни», чуть не бросился под поезд, он пришёл к Шоу и разбил его любимую машину, за что его уволили.
ФБР задерживает Артура Шоу в связи с финансовыми махинациями, однако денег из пенсионного фонда найти не удаётся. Джош начинает подозревать, что миллионер хранит свою «заначку» где-то в небоскрёбе, и приступает к разработке плана по возвращению всем своим сотрудникам их сбережений. Он собирает команду, состоящую из опытного финансиста Фицхью, лифтёра Девро, вахтёра Чарли и вора Слайда. Позже к ним присоединяется горничная Одесса Монтеро, в прошлом имевшая некоторый опыт вскрытия сейфов. Вместе они продумывают план похищения денег из квартиры Артура Шоу. Ковакс догадывается, где спрятан тайный сейф, где предположительно хранятся деньги. Однако Чарли в последний момент бросает товарищей по команде, когда ему предлагают занять место Джоша. Далее преступники обманывают ФБР, передав ложные сведения о том, что суд по делу Артура Шоу переносится на День благодарения, выманивают Чарли под предлогом того, что у его жены роды, и отвлекают постояльцев. Команда проникает в небоскрёб и обнаруживает потайной сейф Шоу. В момент взлома сейфа их предаёт Слайд, решивший забрать всё себе. Они догоняют его и вместе с ним открывают сейф, но он оказывается пустым. В потасовке между Слайдом и Фицхью случайно происходит выстрел, и пуля попадает в любимый автомобиль Шоу, хранившийся в пентхаусе. Выясняется, что Ferrari 250 GT Lusso сделан из чистого золота и, по подсчётам Фицхью, стоит примерно 45 миллионов. Тогда они решаются выкрасть машину и спустить её вниз по стене здания, при помощи лебёдки, пользуясь тем, что всеобщее внимание отвлечено городским парадом. План приходится менять по ходу ограбления, правоохранительные органы безуспешно ищут исчезнувший автомобиль, недоумевая, как Джошу и его команде удалось вывести машину из оцепленного комплекса. Преступники тем временем разделяются.
Догадавшаяся обо всём агент ФБР Клэр Дэнем находит их всех и сажает за решётку. Джош через своего адвоката (девушка, работающая в комплексе) при условии, что их всех оправдают, отдаёт им записную книжку Шоу с информацией о его «чёрной бухгалтерии». В ней достаточно сведений, чтобы посадить Шоу очень надолго. Освобождают всех, кроме Джоша, которому дали два года — минимальный срок за угон. Далее мы видим команду Джоша, открывающую бассейн на крыше небоскрёба, в котором спрятана машина. В следующем кадре нам показывают, как каждому, кто потерял пенсию, приходит по куску от золотой машины. Фильм заканчивается на том моменте, когда Шоу с ужасом на лице сажают в тюрьму, а Ковакс со счастливой улыбкой идёт в камеру, думая о том, как хорошо всё закончилось для его друзей.

## В ролях
| Актёр                | Роль                         |
| -------------------- | ---------------------------- |
| Бен Стиллер          | Джош Ковакс                  |
| Эдди Мёрфи           | Дарнел Слайд                 |
| Мэттью Бродерик      | мистер Фицхью                |
| Кейси Аффлек         | Чарли Гиббс                  |
| Алан Алда            | Артур Шоу                    |
| Теа Леони            | специальный агент Клэр Дэнем |
| Габури Сидибе        | Одесса Монтеро               |
| Майкл Пенья          | Энрике Девро                 |
| Стивен Хендерсон     | Лестер                       |
| Джадд Хирш           | мистер Саймон                |
| Нина Арианда         | мисс Ловенко                 |
| Марша Джин Кёрц      | Роуз                         |
| Хуан Карлос Эрнандес | Мануэль                      |
| Гарри О’Рейли        | специальный агент Данзк      |
| Желько Иванек        | директор ФБР Мазин           |
| Роберт Дауни-старший | судья Рамос                  |
| Джессика Зор         | Саша                         |
| Фрэнк Пеше           | тюремный надзиратель         |
| Heavy D              | охранник здания суда         |

## Съёмочная группа
- Режиссёр — Бретт Ратнер

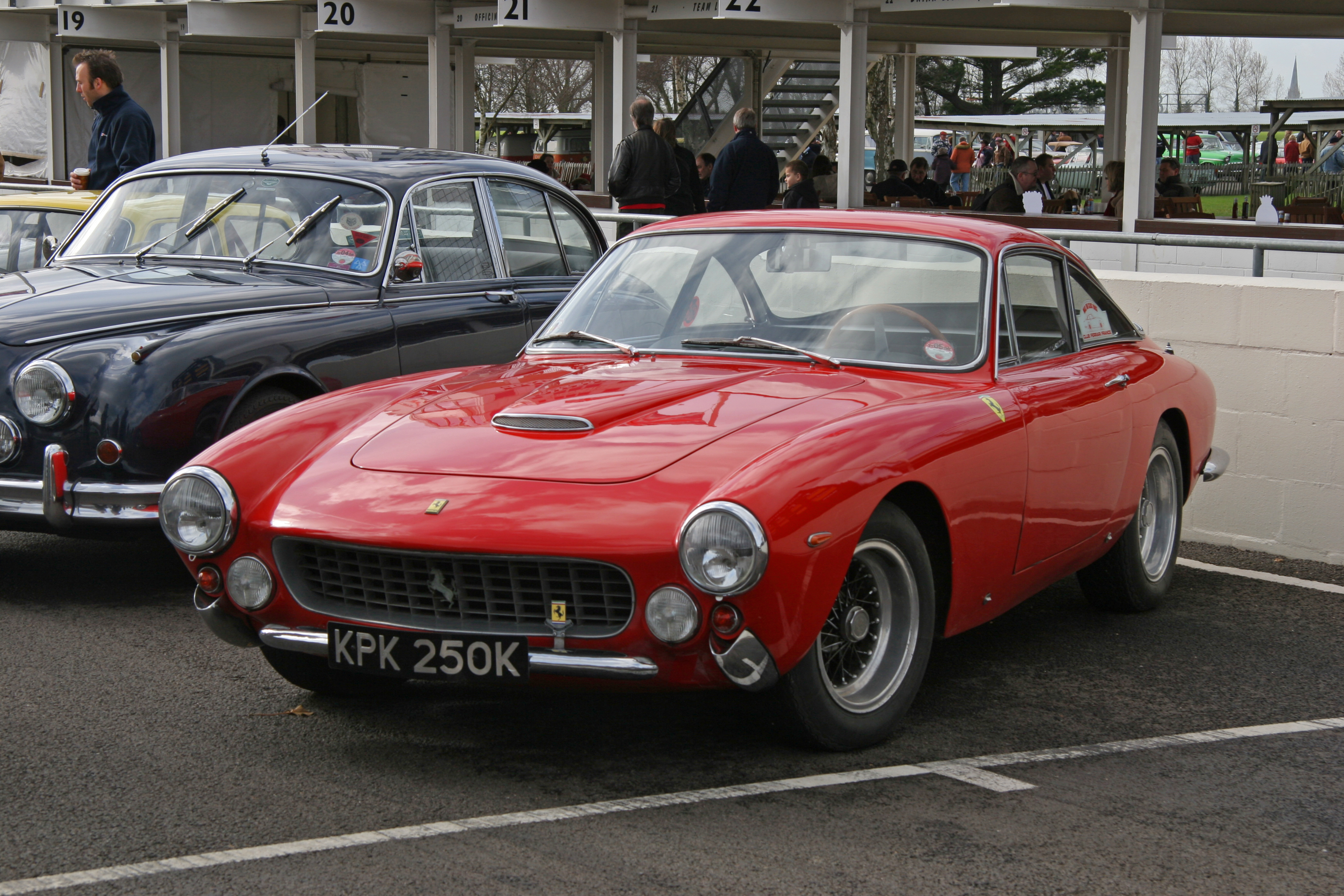
Ferrari 250 GT Lusso - оригинал. Для съёмок были изготовлены две реплики на основе Volvo P1800

- Продюсер — Брайан Грейзер, Эдди Мёрфи, Ким Рот
- Сценарист — Тед Гриффин, Джефф Натансон, Билл Колладж, Адам Купер
- Композитор — Кристоф Бек
- Оператор — Данте Спинотти
- Монтаж — Марк Хелфрич

## Отзывы
На сайте-агрегаторе Rotten Tomatoes фильм имеет рейтинг 68% на основании 200 критических отзывов. На сайте Metacritic рейтинг фильма составляет 59 из 100 на основании 39 отзывов.